# Renato Abreu
Carlos Renato de Abreu (São Paulo, 9 de junho de 1978) é um ex-futebolista brasileiro que atuava como volante, meio-campista ou lateral-esquerdo.

## Carreira

### Início
Renato começou sua carreira em Santa Catarina, jogando como atacante no Marcílio Dias. Curiosamente, em seu primeiro jogo como profissional, deu um carrinho em um zagueiro adversário e acabou sendo expulso. Após defender as cores do Marcílio, migrou para o Joinville.
Mudou-se para o futebol paulista em 2000, quando foi jogar no União Barbarense, time da cidade interiorana de Santa Bárbara d'Oeste. Fez dois gols pelo clube, antes de se transferir para o Guarani.
O meia chegou ao Guarani no segundo semestre de 2000, mas ainda sem ter fama no cenário nacional. Seus dois únicos gols pelo time bugrino foram curiosamente marcados em uma partida contra o Flamengo, no dia 4 de maio, no Maracanã, em jogo válido pela Copa do Brasil.

### Corinthians
Devido às suas boas atuações pela equipe do Guarani, Renato acabou sendo contratado pelo Corinthians em 2001.
Com a camisa do Timão, o meia conquistou um Torneio Rio-São Paulo, uma Copa do Brasil, além de dois títulos do Campeonato Paulista. O jogador chegou a marcar um golaço pelo alvinegro, um gol olímpico contra o maior rival do clube, o Palmeiras. No entanto, não conseguiu se firmar no clube que havia acabado de perder o meia Ricardinho.

### Flamengo
Sem ter se tornado um jogador valorizado no Corinthians, Renato decidiu trocar de clube e foi contratado pelo Flamengo em 2005. Como no elenco já tinha um Renato (Augusto), ele passou a ser chamado de Renato Abreu.
Em sua primeira temporada pelo time rubro-negro, a equipe não vivia uma boa fase e lutava para evitar o rebaixamento no Campeonato Brasileiro. O momento não poderia ser pior para uma virada na carreira, porém, naquela fraca equipe rubro-negra, Renato foi um dos poucos que conseguiram se destacar e jogar um bom futebol.
Renato especializou-se nas cobranças de falta, que muitas vezes garantiram vitórias importantes para o time rubro-negro.
| “ | São vários tipos de cobrança: próxima, com força, colocada. O que levo para a cobrança é o momento do treinamento, o que deu certo, a batida que entrou. É claro que a posição do goleiro conta, como ele se coloca. A minha característica sempre foi a de bater com força, desde o infantil (...) Quando pega no joanete, é gol (risos). Ele é meio grande, quando a bola acerta nele geralmente o gol acaba saindo. | ” |

Mesmo não sendo atacante, Renato foi o artilheiro da equipe do Flamengo em 2005, com 14 gols.
Já em 2006, o jogador foi um dos líderes na conquista da Copa do Brasil. O meia marcou muitos gols decisivos através de seu potente chute de fora da área, que o levaram a ser novamente o artilheiro da equipe naquele ano, dessa vez com 18 gols.
No Campeonato Brasileiro, apesar do Flamengo não ter chegado entre os primeiros, Renato foi indicado para a disputa dos prêmios "Bola de Ouro" e "Bola de Prata: Melhor Meio-Campo", cedidos pela revista Placar na festa de encerramento da temporada.
O meio-campista terminou o ano como sendo o jogador que mais atuou pelo clube, participando de 59 das 68 partidas do clube na temporada.

### Al-Nasr e Al-Shabab
No dia 10 de julho de 2007, o Al-Nasr, dos Emirados Árabes Unidos, anunciou a contratação do Renato.
O jogador permaneceu no clube por duas temporadas. Em 2008 migrou para o Al-Shabab, também dos Emirados Árabes Unidos.
| “                                                      | Renato foi o jogador mais importante do Al-Shabab nos sete meses em que trabalhamos juntos. Ele exerceu uma liderança muito positiva dentro da equipe e os companheiros sempre o respeitaram bastante aqui nos Emirados Árabes. Renato Abreu era o jogador mais regular do time e nos momentos decisivos sempre chamava a responsabilidade, marcando gols e dando bons passes. Era o cobrador oficial de faltas do time, sempre com muita eficiência. | ” |
| — Paulo Bonamigo, técnico de Renato Abreu no Al-Shabab | |   |

### Retorno ao Flamengo
Em meados de 2008, surgiram novos rumores de um possível retorno de Renato ao Flamengo; todavia mais uma vez a expectativa acabou não se confirmando, e com isso Renato continuou nos Emirados Árabes.
Porém, em junho de 2010, devido a sua identificação com o clube, o jogador enfim acertou o seu retorno ao Flamengo.
| “                                                                       | Ele é um grande nome, já estávamos negociando há algum tempo, é um jogador que já é identificado com o clube e contamos muito com ele para nos ajudar no segundo semestre. | ” |
| — Zico, diretor do Flamengo à época, anunciando a volta de Renato Abreu | |   |

Curiosamente, a exemplo do que havia acontecido anteriormente, Renato mais uma vez integrava-se a uma equipe cheia de problemas e que lutava contra o rebaixamento no Campeonato Brasileiro.
Nessa volta ao clube, não teve exibições espetaculares como as da primeira passagem, mas na reta final fez alguns gols decisivos e, devido a sua raça, foi peça importante para a permanência do Flamengo na série A.
No início de 2011, Renato continuou no Flamengo e, com a contratação de muitos reforços do meio-campo para frente, o jogador acabou passando a atuar mais recuado, como volante, e por vezes até mesmo na lateral-esquerda. Apesar da mudança de posicionamento, Renato, embora não estivesse jogando de forma tão brilhante como antes, ajudou o Flamengo a conquistar o Campeonato Carioca invicto.
O meia coroou o bom ano com uma convocação para a Seleção Brasileira, sendo chamado pela primeira vez por Mano Menezes no dia 5 de setembro, para a disputa do Superclássico das Américas.
Em 9 de março de 2012, foi constatado que Renato Abreu possuía um problema cardíaco e que precisaria de uma cirurgia. Logo no dia seguinte, o jogador passou pela cirurgia, que foi um sucesso, e pôde voltar a jogar futebol. Fez um gol decisivo no dia 31 de outubro, contra o Atlético Mineiro, abrindo o placar no primeiro tempo, um resultado que ajudaria o rival Fluminense a se distanciar ainda mais na liderança. No entanto, o atleticano Leonardo marcou aos 12 minutos do segundo tempo e decretou o empate por 1–1 no Independência. Renato Abreu voltou a balançar as redes no dia 11 de novembro, mas desta vez ajudando o Flamengo a garantir a vitória no final do jogo, contra o Náutico. Na ocasião, o meia rubro-negro cobrou o pênalti no canto esquerdo de Felipe e garantiu a vitória aos 36 minutos do segundo tempo.
Renovou seu contrato com o Flamengo no dia 29 de dezembro, assinando um novo vínculo válido até o fim de 2013.
Até 2 de julho de 2012, já havia atuado 235 vezes pelo Flamengo e marcado 63 gols com a camisa rubro-negra. Destes, 38 foram de bola parada — 15 de pênalti, 22 de falta e um olímpico.
Marcou seus primeiros gols em 2013 no dia 23 de fevereiro, ambos em uma vitória por 2–0 contra o Olaria, sendo um deles um belíssimo gol de falta. Já no dia 14 de abril, marcou dois gols no clássico contra o Fluminense na vitória por 3–1 no Raulino de Oliveira. Com os dois gols, o jogador tornou-se o 39º maior artilheiro da história do clube, com 70 gols, ultrapassando Renato Gaúcho e se igualando a Silva Batuta. Renato Abreu balançou as redes duas vezes no dia 1 de maio, na vitória por 2–1 contra o Campinense, de virada, válida pela Copa da Brasil. Já no dia 29 de maio, perdeu um pênalti contra a Ponte Preta, quando o jogo ainda estava 1–0 para o adversário. No entanto, conseguiu se redimir após o gol de empate contra o Atlético Paranaense, no dia 1 de junho, e ainda acertou uma bola na trave quando o jogo já estava 2–2.
No dia 17 de junho, o Flamengo, em site oficial, divulgou a rescisão de contrato unilateral. O contrato com o Flamengo terminaria no fim do ano e o acordo para a saída do jogador acontece no mesmo dia em que o técnico Mano Menezes foi apresentado. Porém, a decisão partiu da diretoria, apesar do presidente Eduardo Bandeira de Mello e o vice-presidente de futebol Walim Vasconcelos sequer terem citado o caso na apresentação de Mano, na Gávea.
| “ | O Clube de Regatas do Flamengo acertou, na tarde desta segunda-feira, a rescisão de contrato do jogador Renato Abreu, que iria até o final do ano. A diretoria rubro-negra agradece a Renato pelos serviços prestados e deseja ao atleta sucesso na continuidade de sua carreira (...) | ” |

### Santos
Em 20 de agosto de 2013, acertou com o Santos, por indicação do gerente de futebol Zinho, que acompanhou o jogador nos tempos de Flamengo.
| “ | O histórico com o Santos é de longa data. Eu nasci santista. Minha infância e adolescência foram marcadas por jogos do Santos, que fui assistir com o meu pai. O mundo dá tanta volta que, agora, posso vestir essa camisa como atleta. Era meu sonho jogar pelo Santos, sonho que eu e meu pai tínhamos. É um grande orgulho. | ” |

Após uma passagem apagada, o clube não renovou o contrato do jogador para a temporada 2014. Assim, Renato Abreu resolveu encerrar a carreira.

## Seleção Nacional
No dia 5 de setembro de 2011, Renato foi convocado pela primeira vez para a Seleção Brasileira, sendo chamado pelo então técnico Mano Menezes para a disputa do Superclássico das Américas.
| “ | Eu estou simplesmente eufórico com esta convocação. Sempre tive o sonho de defender a Seleção Brasileira mas, sinceramente, não pensava muito nesta possibilidade atualmente. A emoção é enorme e posso dizer que é muito mais gostoso ser chamado aos 33 anos do que aos 18. Encaro como uma coroação, um prêmio por tudo que fiz na minha carreira. Hoje vai ser difícil dormir diante de tanta felicidade. É um dos momentos mais felizes na minha vida. Desde que fiquei sabendo que fui convocado, já vi a lista umas 35 vezes para confirmar se meu nome estava lá. Minha mulher está dando tapas na minha cabeça até agora para confirmar que estou acordado e não sonhando. | ” |

Mano Menezes justificou a convocação de Renato Abreu pela experiência do meia. “Temos vários jogadores jovens. E a gente sabe que o jogo traz a disputa forte. E quem tem no currículo jogos semelhantes, como a Libertadores, certamente vai dar apoio necessário”.
Renato foi escalado como titular, atuou com a camisa 8 e ficou em campo até os 16 minutos do segundo tempo, quando foi trocado por Oscar. Segundo a crítica, teve uma atuação discreta.

## Estatísticas
Atualizadas até 17 de julho de 2013

### Clubes
| Clube       | Temporada | Campeonato nacional | Campeonato nacional | Campeonato nacional | Copa nacional[a] | Copa nacional[a] | Copa nacional[a] | Competições continentais[b] | Competições continentais[b] | Competições continentais[b] | Outros torneios[c] | Outros torneios[c] | Outros torneios[c] | Total | Total | Total |
| Clube       | Temporada | Jogos               | Gols                | Asst.               | Jogos            | Gols             | Asst.            | Jogos                       | Gols                        | Asst.                       | Jogos              | Gols               | Asst.              | Jogos | Gols  | Asst. |
| ----------- | --------- | ------------------- | ------------------- | ------------------- | ---------------- | ---------------- | ---------------- | --------------------------- | --------------------------- | --------------------------- | ------------------ | ------------------ | ------------------ | ----- | ----- | ----- |
| Corinthians | 2001      | —                   | —                   | —                   | —                | —                | —                | —                           | —                           | —                           | —                  | —                  | —                  | 17    | 4     |       |
| Corinthians | 2002      | —                   | —                   | —                   | —                | —                | —                | —                           | —                           | —                           | —                  | —                  | —                  | 23    | 2     |       |
| Corinthians | 2003      | —                   | —                   | —                   | —                | —                | —                | —                           | —                           | —                           | —                  | —                  | —                  | 31    | 3     |       |
| Corinthians | 2004      | —                   | —                   | —                   | —                | —                | —                | —                           | —                           | —                           | —                  | —                  | —                  | 35    | 4     |       |
| Corinthians | Total     | —                   | —                   | —                   | —                | —                | —                | —                           | —                           | —                           | —                  | —                  | —                  | 106   | 13    |       |
| Flamengo    | 2005      | 38                  | 12                  |                     | —                | —                | —                | —                           | —                           | —                           | 6                  | 2                  |                    | 44    | 14    |       |
| Flamengo    | 2006      | 33                  | 10                  |                     | 12               | 6                |                  | —                           | —                           | —                           | 8                  | 3                  |                    | 59    | 19    |       |
| Flamengo    | 2007      | 6                   | 2                   |                     | —                | —                |                  | 8                           | 5                           |                             | 13                 | 6                  |                    | 27    | 13    |       |
| Flamengo    | Total     | 77                  | 24                  |                     | 12               | 6                |                  | 8                           | 5                           |                             | 27                 | 11                 |                    | 130   | 46    |       |
| Al-Nasr     | 2007–08   | —                   | —                   | —                   | —                | —                | —                | —                           | —                           | —                           | —                  | —                  | —                  | 23    | 12    |       |
| Al-Nasr     | Total     | —                   | —                   | —                   | —                | —                | —                | —                           | —                           | —                           | —                  | —                  | —                  | 23    | 12    |       |
| Al-Shabab   | 2008–09   | —                   | —                   | —                   | —                | —                | —                | —                           | —                           | —                           | —                  | —                  | —                  |       |       |       |
| Al-Shabab   | 2009–10   | —                   | —                   | —                   | —                | —                | —                | —                           | —                           | —                           | —                  | —                  | —                  |       |       |       |
| Al-Shabab   | Total     | —                   | —                   | —                   | —                | —                | —                | —                           | —                           | —                           | —                  | —                  | —                  | 44    | 13    |       |
| Flamengo    | 2010      | 22                  | 4                   |                     | —                | —                | —                | —                           | —                           | —                           | —                  | —                  | —                  | 22    | 4     |       |
| Flamengo    | 2011      | 36                  | 5                   |                     | 6                | 2                |                  | 3                           | 0                           |                             | 19                 | 2                  |                    | 64    | 9     |       |
| Flamengo    | 2012      | 25                  | 6                   |                     | —                | —                | —                | 3                           | 0                           |                             | 10                 | 1                  |                    | 38    | 7     |       |
| Flamengo    | 2013      | 4                   | 1                   |                     | 4                | 2                |                  | —                           | —                           | —                           | 9                  | 4                  |                    | 17    | 7     |       |
| Flamengo    | Total     | 87                  | 16                  |                     | 10               | 4                |                  | 6                           | 0                           |                             | 38                 | 7                  |                    | 141   | 27    |       |

- a. ^ Jogos da Copa do Brasil
- b. ^ Jogos da Copa Sul-Americana e da Copa Libertadores da América
- c. ^ Jogos do Campeonato Paulista, Campeonato Carioca e amistosos

### Gols de falta pelo Flamengo
|       | Data                    | Local                                       | Resultado | Adversário          | Gols | Competição                   |
| ----- | ----------------------- | ------------------------------------------- | --------- | ------------------- | ---- | ---------------------------- |
| 1     | 24 de julho de 2005     | Couto Pereira, Curitiba, PR                 | 2 – 3     | Coritiba            | 1    | Campeonato Brasileiro        |
| 2     | 12 de abril de 2006     | Maracanã, Rio de Janeiro, RJ                | 5 – 1     | Guarani             | 1    | Copa do Brasil               |
| 3     | 23 de abril de 2006     | Maracanã, Rio de Janeiro, RJ                | 3 – 1     | Juventude           | 1    | Campeonato Brasileiro        |
| 4     | 25 de junho de 2006     | Vivaldão, Manaus, AM                        | 3 – 2     | Fast Clube          | 1    | Amistoso                     |
| 5/6   | 23 de agosto de 2006    | Anacleto Campanella, São Caetano do Sul, SP | 2 – 2     | São Caetano         | 2    | Campeonato Brasileiro        |
| 7/8   | 4 de outubro de 2006    | Maracanã, Rio de Janeiro, RJ                | 4 – 1     | Fluminense          | 2    | Campeonato Brasileiro        |
| 9     | 17 de fevereiro de 2007 | Moça Bonita, Rio de Janeiro, RJ             | 1 – 4     | Madureira           | 1    | Taça Guanabara               |
| 10    | 8 de abril de 2007      | Maracanã, Rio de Janeiro, RJ                | 4 – 1     | America             | 1    | Taça Rio                     |
| 11    | 9 de maio de 2007       | Maracanã, Rio de Janeiro, RJ                | 2 – 0     | Defensor Sporting   | 1    | Copa Libertadores da América |
| 12    | 19 de setembro de 2010  | Engenhão, Rio de Janeiro, RJ                | 3 – 3     | Fluminense          | 1    | Campeonato Brasileiro        |
| 13    | 16 de outubro de 2010   | Engenhão, Rio de Janeiro, RJ                | 3 – 0     | Internacional       | 1    | Campeonato Brasileiro        |
| 14    | 20 de novembro de 2010  | Engenhão, Rio de Janeiro, RJ                | 2 – 1     | Guarani             | 1    | Campeonato Brasileiro        |
| 15    | 22 de janeiro de 2011   | Édson Passos, Rio de Janeiro, RJ            | 3 – 1     | America             | 1    | Taça Guanabara               |
| 16    | 16 de fevereiro de 2011 | Rei Pelé, Maceió, AL                        | 3 – 0     | Murici              | 1    | Copa do Brasil               |
| 17    | 5 de junho de 2011      | Engenhão, Rio de Janeiro, RJ                | 1 – 1     | Corinthians         | 1    | Campeonato Brasileiro        |
| 18    | 4 de setembro de 2011   | Engenhão, Rio de Janeiro, RJ                | 1 – 3     | Bahia               | 1    | Campeonato Brasileiro        |
| 19    | 12 de fevereiro de 2012 | Moacyrzão, Macaé, RJ                        | 2 – 0     | Nova Iguaçu         | 1    | Taça Guanabara               |
| 20    | 6 de junho de 2012      | Moisés Lucarelli, Campinas, SP              | 2 – 2     | Ponte Preta         | 1    | Campeonato Brasileiro        |
| 21/22 | 1 de julho de 2012      | Engenhão, Rio de Janeiro, RJ                | 3 – 2     | Atlético Goianiense | 2    | Campeonato Brasileiro        |
| 23    | 23 de fevereiro de 2013 | Raulino de Oliveira, Volta Redonda, RJ      | 2 – 0     | Olaria              | 1    | Taça Guanabara               |
| 24/25 | 1 de maio de 2013       | Amigão, Campina Grande, PB                  | 2 – 1     | Campinense          | 2    | Copa do Brasil               |

Por estádio
|   | Local                                       | Gols |
| - | ------------------------------------------- | ---- |
| 1 | Engenhão, Rio de Janeiro, RJ                | 7    |
| 2 | Maracanã, Rio de Janeiro, RJ                | 6    |
| 3 | Anacleto Campanella, São Caetano do Sul, SP | 2    |
| 3 | Amigão, Campina Grande, PB                  | 2    |
| 4 | 8 estádios                                  | 1    |

Por competição
|   | Competição                   | Gols |
| - | ---------------------------- | ---- |
| 1 | Campeonato Brasileiro        | 14   |
| 2 | Campeonato Carioca           | 5    |
| 3 | Copa do Brasil               | 4    |
| 4 | Copa Libertadores da América | 1    |
| 4 | Amistoso                     | 1    |

### Seleção Brasileira
Expanda a caixa de informações para conferir todos os jogos deste jogador, pela sua seleção nacional
|   | Data                   | Local                            | Resultado | Adversário | Gols | Competição                 |
| - | ---------------------- | -------------------------------- | --------- | ---------- | ---- | -------------------------- |
| 1 | 14 de setembro de 2011 | Mario Kempes, Córdoba, Argentina | 0–0       | Argentina  | 0    | Superclássico das Américas |

## Títulos
Corinthians
- Campeonato Paulista: 2001 e 2003
- Torneio Rio–São Paulo: 2002
- Copa do Brasil: 2002

Flamengo
- Copa do Brasil: 2006 e 2013
- Campeonato Carioca: 2007 e 2011
- Taça Guanabara: 2007 e 2011
- Taça Rio: 2011
- Troféu Super Clássicos: 2013

Seleção Brasileira
- Superclássico das Américas: 2011

### Prêmios individuais
- Seleção do Campeonato Carioca: 2005[37]
- Melhor Jogador da Copa do Brasil: 2006
- Prêmio Craque do Brasileirão: 2006
- Craque da Torcida: 2006
- Seleção do Campeonato Brasileiro: 2006[38]
- Prêmio Craque do Cariocão - Melhor Volante: 2011

### Artilharias
- Terceiro maior artilheiro do Flamengo no século XXI, com 73 gols em 271 jogos. Então maior marcador, foi ultrapassado oito anos após sua saída, por Gabigol, em 2021[39]
- Artilheiro do Flamengo na década de 2000: 50 gols, em 156 jogos[40][41]
- Artilheiro do Flamengo nos anos de 2005 e 2006, com 14 e 18 gols, respectivamente[carece de fontes?]